# Alex Mecum
Alexander Mecum (ur. 6 grudnia 1987 w Lehi) – amerykański aktor pornograficzny i model.
Pseudonim aktora nawiązuje do nazwisk jego rodziców (Alexander i Mecum) i powstał na długo przed rozpoczęciem przez niego kariery w branży porno.

## Wczesne lata
Urodził się i dorastał w Lehi w stanie Utah. Wychowywał się w wierze mormonów Kościoła Jezusa Chrystusa Świętych w Dniach Ostatnich. W przeszłości mieszkał również w Nowym Jorku i Kansas. 
Uczył się gry na fortepianie. Pracował w Ivory Homes w Salt Lake City jako asystent nadzorcy (2007–2008), Ccam Enterprises w West Valley City jako technik serwisant (2008), Nu Skin Enterprises w Provo (2011), Becton, Dickinson and Company jako mechanik zautomatyzowanych systemów przemysłowych (2011–2013) i Ultradent Products, Inc. w South Jordan jako techniczny (2014).
Studiował na Utah Valley University w Orem na wydziale matematyki (2015–2016) i informatyki (2015–2018). Po ukończeniu studiów przeprowadził się do Kanady.

## Kariera
Początkowo pracował jako fotomodel erotyczny. Występował też w scenach solo w filmach realizowanych dla LegendMen.com. Karierę w gejowskiej branży pornograficznej rozpoczął w czerwcu 2015 jako aktor wytwórni CockyBoys, a swoją pierwszą scenę nagrał z Justinem Matthews do filmu Alex Mecum Fucks Justin Matthews. Później podjął współpracę z wytwórniami: Falcon Studios, Men.com, Next Door Entertainment, Men At Play czy Titan Media. Wystąpił m.in. jako Kapitan Ameryka w gejowskiej parodii porno Captain America: A Gay XXX Parody (2016).
Wystąpił w filmie dokumentalnym Charliego Davida Jestem gwiazdą porno: Gay4Pay (I'm a Pornstar: Gay4Pay, 2016).
W 2016 znalazł się na pierwszym miejscu listy pięciu najlepszych gejowskich gwiazd porno poszukiwanych na Male Pay Per View. Według portalu Str8UpGayPorn był najczęściej wyszukiwanym w sieci aktorem gejowskiego porno w 2017 i drugim najczęściej wyszukiwanym w 2018.
Wspólnie z innymi aktorami gejowskiego porno zachęcał publicznie Amerykanów do głosowania 6 listopada 2018 w wyborach do Kongresu Stanów Zjednoczonych.

## Nagrody i nominacje
| Rok  | Nagroda                 | Kategoria                                   | Film                                     | Inni wykonawcy | Rezultat  |
| ---- | ----------------------- | ------------------------------------------- | ---------------------------------------- | -------------- | --------- |
| 2016 | Grabby Award            | Najlepszy debiutant                         | –                                        | –              | Nominacja |
| 2016 | Grabby Award            | Najlepszy aktyw                             | –                                        | –              | Nominacja |
| 2016 | Grabby Award            | Najlepszy duet                              | VIP After Hours (2015)                   | Johnny V       | Nominacja |
| 2016 | Grabby Award            | Najlepszy wykonawca internetowy roku        | –                                        | –              | Nominacja |
| 2016 | Cybersocket Web Award   | Najlepszy debiutant                         | –                                        | –              | Nominacja |
| 2017 | Grabby Award            | Najlepszy aktor                             | The Piano Teacher (2016)                 | –              | Nominacja |
| 2017 | Grabby Award            | Wykonawca roku                              | –                                        | –              | Nominacja |
| 2017 | Grabby Award            | Najlepszy duet                              | Cauke for Free (2016)                    | Matthew Bosch  | Nominacja |
| 2017 | Grabby Award            | Najgorętsza zmiana pozycji                  | Cauke for Free (2016)                    | Matthew Bosch  | Wygrana   |
| 2017 | Grabby Award            | Najgorętszy rimming                         | Cauke for Free (2016)                    | Matthew Bosch  | Nominacja |
| 2017 | Grabby Award            | Najlepszy uniwersalny wykonawca             | –                                        | –              | Nominacja |
| 2018 | GayVN Award             | Najlepsza sceny fetyszu                     | Beards (2017)                            | Bruce Beckham  | Nominacja |
| 2019 | Nagroda portalu Pornhub | Najlepszy tatusiowy wykonawca               | –                                        | –              | Nominacja |
| 2020 | Str8UpGayPorn Award     | Ulubiony tatuś                              | –                                        | –              | Wygrana   |
| 2020 | GayVN Award             | Najlepsza scena seksu fetysz                | My Brother’s Discipline (Kink.com, 2019) | Michael DelRay | Wygrana   |
| 2020 | Nagroda portalu Pornhub | Najpopularniejszy gejowski wykonawca        | -                                        | -              | Nominacja |
| 2020 | Nagroda portalu Pornhub | Zaaamn Zaddy! Najlepszy tatusiowy wykonawca | -                                        | -              | Nominacja |